# L'io diviso
L'io diviso è un saggio di psichiatria, considerato l'opera più importante di Ronald Laing, psichiatra e filosofo scozzese. Edito in edizione originale nel 1955, il saggio è stato tradotto in italiano nel 1969 da Einaudi con prefazione di Letizia Jervis Comba, poi ripubblicato nel 2010 con prefazione di Mario Rossi Monti.

## La schizofrenia e l'io diviso

### Introduzione
Laing scrive The Divided Self a ventotto anni, per parlare del complesso fenomeno della schizofrenia. Egli sostiene che non si tratta solo di un disturbo psichico, ma della malattia del nostro tempo. Il concetto di normalità non esiste, perché molti uomini "normali" costruiscono falsi io per difendersi dalla realtà. "Gli uomini di stato che vantano minacciosamente il possesso dell'arma finale sono di gran lunga più pericolosi e più estraniati dalla realtà, di molti ai quali è stata applicata l'etichetta di psicotico".
Laing definisce schizoide una persona in cui l'esperienza esistenziale è scissa nel rapporto con gli altri e nel rapporto con se stesso. 
Lo psichiatra scozzese è inoltre molto critico nei confronti dello standard psichiatrico.
Per questo motivo critica Emil Kraepelin: fino a quando pretendiamo di ritenerci sani di mente, non possiamo aiutare il paziente schizofrenico.

### Insicurezza ontologica
Un altro concetto significativo che viene esposto, è quello di "insicurezza ontologica": lo schizofrenico si sente in uno stato di continuo pericolo, e tutto ciò che è intorno a lui è solo un elemento che decide se il pericolo è maggiore o minore; l'insicurezza ontologica causa una sempre più forte perdita di contatto con la realtà. In particolare possiamo distinguere tra:
- Risucchio. Quando il livello di insicurezza ontologica è troppo alto, il paziente può provare paura nell'essere visto dagli altri, o nell'accorgersi di attirare l'attenzione di qualcuno, ha quindi paura di essere risucchiato, cioè di perdere l'identità. Ecco cosa dichiara un paziente durante una discussione:

L'io dello schizofrenico si può "sentire fare a pezzi pure da una conversazione ordinaria".
- Implosione. Si presenta quando il soggetto, sentendosi risucchiato e "vuoto dentro", considera perciò la realtà esterna aggressiva e molto pericolosa. La realtà ti può esplodere in faccia da un momento all'altro. Ma anche qui Laing parla di implosione pure per le persone considerate "normali". "Si badi che solo pochi gradi di temperatura separano noi dallo stesso ordine d'esperienza. Un po' di febbre ed ecco che il mondo può incominciare ad assumere un aspetto minaccioso e persecutorio"
- Pietrificazione e spersonalizzazione. Aver paura di essere trasformati in pietra o "in una cosa morta" (pietrificazione), oppure di essere semplicemente trattati come una cosa (spersonalizzazione). Se non sei sicuro di esistere, senti di più questi pericoli; e per lo schizofrenico tutto è un pericolo per il proprio "io". Oppure il paziente è costretto a una "manovra segreta": per sentirsi un poco più vivo, può essere lui a incominciare a considerare "cose non viventi" gli altri.

Laing in particolare cita due casi, della signora R. e della signora D., molto diversi tra loro. La signora R. se si guardava allo specchio non riusciva a credere che lei fosse una persona, e riusciva a compiere delle azioni solo quando pensava di non essere sola. Mancava di autonomia ontologica, cioè per pensare di esistere aveva sempre bisogno di qualcuno che la convinceva che lei esistesse; appena mancava la presenza di qualcuno, lei pensava di non esistere più. La signora D. invece veniva risucchiata da una "sub-identità estranea", quella di sua madre; non poteva decidere da sola che persona diventare, ma il fatto di dover sembrare un altro la angosciava e le provocava scoppi d'ira. Secondo Laing anche questo disturbo è comune (anche se in modalità e forme diverse) tra i "normali", quando i genitori dicono sempre al figlio o alla figlia che è "tale e quale suo/a padre/madre", o cercano di "obbligarlo" a somigliare al padre o alla madre; questo comportamento, anche quando non provoca "l'isolamento schizofrenico", può causare la "rottura del senso della propria identità".

### Io corporeo ed io incorporeo
La prima dissociazione che viene dall'insicurezza ontologica è tra anima e corpo, cioè tra "parte corporea e parte incorporea dell'io". Anche questo avviene pure tra i "normali": "in un certo momento di stress, possono sentirsi dissociati dal proprio corpo, sentirsene in qualche misura staccati". L'individuo che si sente distaccato dal proprio corpo, sente il proprio corpo "come un oggetto tra i tanti oggetti del mondo". L'io incorporeo, non partecipando più a nessuna azione nel mondo, diventa un "semplice osservatore" di quello che succede al corpo, che può al limite controllare o criticare. Per questa ragione spesso i pazienti schizofrenici non mostrano paura per la propria incolumità fisica.

Un caso-limite è quello di David, che Laing conobbe diciottenne. Gli insegnanti lo pensavano un "allucinato" perché portava un mantello e il bastone, e parlava per citazioni; il padre invece non aveva capito niente del suo disturbo, lo ammirava molto e pensava che somigliasse "tutto a sua madre" (morta quando lui era piccolo). David pensava che tutti erano come lui, degli attori, così gli veniva più facile continuare a recitare la parte che pensava che sarebbe piaciuta a sua madre; non si sa più dove avesse nascosto il suo "vero io", si vedeva soltanto "ciò che sua madre voleva che fosse". David da un lato era tranquillizzato dal fatto che il "falso io" di sua madre proteggeva il suo vero io, e cercava sempre di essere il meno spontaneo possibile nel recitarlo, dall'altro era in una situazione pericolosa perché questo falso io lo stava "invadendo" completamente, e lo faceva comportare in modo femminile senza più neppure accorgersene.

"L'individuo schizoide aspira ad essere onnipotente" dentro il suo io, e il "sistema del falso io" serve a proteggere questo mondo segreto. L'io vero finisce per diventare disperato quando si accorge che è impossibile continuare a vivere così, perché restando nascosto si sente inutile; restando nascosto "si impoverisce sempre di più, finché l'individuo può arrivare a sentirsi del tutto vuoto". Appena si sente proprio "morto" dentro, l'io vero desidera di nuovo tornare nella realtà esterna che aveva tanto disprezzato.

## L'io interiore e il sistema del falso io
Se l'io vero è sentito come incorporeo, l'io corporeo e le sue esperienze sono il sistema del falso io. Tra i "normali" questo sistema di difesa è frequente nei momenti di crisi, per esempio in prigionia, dove la fuga psichica è nel sogno, si tratta cioè di una fuga interiore. A volte facciamo dei sogni di difesa anche quando la realtà si mostra come pericolosa; nello schizoide però l'io, per potersi salvare dai pericoli del mondo, deve diventare per forza incorporeo, e deve sentire il mondo come irreale.

Laing fa poi il paragone con Kafka, quando diceva che poteva entrare nella vita solo a prezzo di una terribile ansia: il soggetto schizofrenico non riesce più a sopportarla, e si sente dunque vuoto, solo e misero interiormente. Non può amare, non può essere amato perché crede che pure il suo amore potrebbe distruggere gli altri, e l'unica cosa che può fare è auto-annientare se stesso, almeno cercare di farlo.

Laing spiega come tutti portiamo una maschera, ma che lo schizoide sente il suo falso io come completamente estraneo, e non riesce neppure a controllarlo come invece riescono a fare i "normali".

Il falso io può recitare la parte di un familiare, e verso il quale l'io interiore può provare anche odio; per questo spesso questa imitazione si trasforma in qualcosa di ridicolo.

### La coscienza di sé
Nel settimo capitolo Laing parla della coscienza di sé. Di solito questa sensazione è unita alla paura di essere visti dagli altri, che possono scoprire i segreti dell'io vero; questa paura fa parte dell'insicurezza ontologica dello schizoide e non è la semplice paura di essere scoperti del bambino quando ha fatto qualcosa per cui può essere punito.

Le funzioni della coscienza di sé in questo stato sono due:
- Portare a essere sicuri, certi di esistere. Dato che l'io vero vive in un modo interiore irreale, a un certo punto ha bisogno di questa certezza.
- Portare al pensiero che è meglio essere invisibili.

La già detta spersonalizzazione e il nascondersi sono tecniche con cui lo schizofrenico si difende, in tanti modi.
L'io è tremendamente combattuto tra il desiderio di vivere una vita reale e la paura di essere annientato una volta diventato vivo. Il problema della sua vita è la sua consapevolezza di sé, che distrugge tutte le sue cose belle (senso della gioia, della spontaneità, ecc.).

## Ultimi capitoli
Come in tutto il saggio, soprattutto nella terza e ultima parte Laing ricorda che tutte le manifestazioni schizofreniche descritte non sono per forza di persone in stato di psicosi, anche se possono in certi casi evolversi verso sviluppi psicotici.
Per questa ragione spesso vengono citati scrittori e poeti che sono considerati in uno stato di salute mentale, anche se parlano della condizione schizofrenica nella loro vita o nel mondo. 
Nel nono capitolo (il terz'ultimo) Laing parla degli sviluppi psicotici dell'individuo schizofrenico, che vede sempre più allargarsi il sistema del falso io e si sente sempre più morto. Per riappropriarsi della realtà, può tentare varie operazioni.
Secondo lo studioso, certe volte si parla di guarigioni di soggetti psicotici perché essi fingono di essere diventati sani: è una maniera di uccidere il proprio io come forma di difesa dell'io stesso; se i falsi io hanno preso troppo campo, l'io vero pensa che è meglio liberarsi del tutto di sé stessi, fingendo anche una falsa guarigione. Ci sono però delle eccezioni: Maria, una sua giovane paziente che mostrava sintomi patologici come se avesse deciso di "non esistere più" (cambiava continuamente casa, conoscenti, non aveva amici e trattava i genitori come estranei, voleva non essere più niente, aveva i primi sintomi di dissociazione), improvvisamente guarì, e fu aiutata anche dalla visione di un film italiano, La strada. Identificandosi con la protagonista del film, che amava la sua vita anche se era un inferno di miseria e umiliazioni, Maria aveva arrestato momentaneamente il processo schizofrenico.

## Edizioni
- (EN) Ronald Laing, The Divided Self, Tavistock Publications, 1955.
- Ronald Laing, L'io diviso, traduzione di David Mezzacapa, Einaudi, 1969.